# عموشه
عموشة (به عربی: عموشة) یک شهرداری در الجزایر است که در استان سطیف واقع شده‌است.